# Косим, Парда
Парда Косим (тадж. Парда Қосим, имя при рождении — Парда Косимов (тадж. Парда Қосимов); 13 октября 1947, Восейский район, Таджикская ССР — 21 июня 2024, Душанбе, Таджикистан) — советский, таджикский певец. Народный артист Таджикистана (2001) Заслуженный артист Таджикской ССР (1990). 

## Биография
Парда Косимов родился 13 октября 1947 года в Восейском районе Таджикской ССР. В 1965 году окончил Республиканскую школу культуры и просвещения Ленинского района (сейчас колледж культуры района Рудаки). Более тридцати лет был солистом и художественным руководителем ансамбля песни и танца «Шоди» Пянджского района, с 1998 года — солистом в танцевальном коллективе «Лола».
Парда Косим был одним из любимых народных певцов Эмомали Рахмона, в течение многих лет практически на всех государственных мероприятиях звучали патриотические песни в его исполнени.
Скончался 21 июня 2024 года в Душанбе, после кремации его прах был захоронен на мемориальной площади в парке Лучоб.

## Творчество
В возрасте 13 лет в 1959 году Парда Косим впервые выступил на сцене Государственного театра оперы и балета имени Садриддина Айни.
Репертуар певца состоял из классических и современных песен: тадж. Бародарам, Тоҷикистон аз манӣ, Ман масту ту девона, Эй ошиқон, Юсуфи гумгашта, Қӯшчинор, Қошуқ метарошам, Сурӯши Сталинград, Борони найсон, Сайри лолазор, Доғи ғурбат, Дилбари панҷӣ, Наврӯзи оворагӣ, эти и многие другие песни приобрели известность в его исполнении. Он также написал несколько мелодий для своих песен. 
Исполнял песни на узбекском, туркменском, хинди, арабском, русском и других языках, гастролировал с концертами в Афганистане, Иране, Йемене, Испании.

## Награды
- Орден «Знак Почёта»[5]
- Народный артист Таджикистана (2001)
- Заслуженный артист Таджикской ССР (1990)[1]